# 湛露泉
湛露泉，山东省济南市历下区趵突泉公园内的一处泉水。

## 语源
湛露泉因泉水清湛、甘香味美而得名。

## 历史
湛露泉属趵突泉泉群，位于趵突泉南、无忧泉西。金代《名泉碑》记载“曰无忧、曰石湾，趵突南。曰酒泉、曰湛露，无忧西。”明代晏璧《七十二泉诗》中有《湛露泉》一首：“泉如湛露味甘香,润入三焦齿颊凉。通乐古园饶爽气，厌厌夜饮醉无妨。”清代郝植恭所作《济南七十二泉记》中收录有《湛露泉》诗。清道光《济南府志》记载“湛露泉，在无忧泉西……”。民国初年，《历城县乡土调查录》记载湛露泉和酒泉在“围屏街张子志（即张怀芝）花园内”。
1964年，山东水文地质队调查时，湛露泉的泉眼已经掩埋。1997年夏，趵突泉公园根据历史记载的地理位置，在南门内迎门假山与白雪楼之间重新发掘出泉源，以自然石砌垒的不规则形连体泉池，自西向东依次认定为湛露泉、石湾泉、酒泉，并分别在南侧石壁上镌刻泉名。池内植有荷莲，蓄有锦鱼。湛露泉的泉池为自然石砌，池长、宽各4米，深约1．5米，西部以自然石驳岸，参差曲折。“湛露泉”名镌刻在池南岸边假山北侧半浸水中的岩石石壁上，由荆向海题写。
湛露泉泉水的出露形态为渗流，长年不竭，注入西护城河。

## 备注
1. ↑  一说长10.15米，宽5.95米，深1.08 米